# Kanton Dachrieden

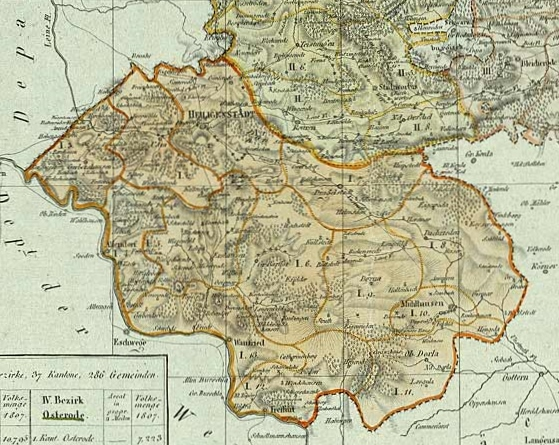
Der Kanton Dachrieden im District Heiligenstadt

Der Kanton Dachrieden  war eine Verwaltungseinheit im Distrikt Heiligenstadt des Departements des Harzes im napoleonischen Königreich Westphalen. Hauptort des Kantons und Sitz des Friedensgerichts war der Ort Dachrieden im heutigen thüringischen Unstrut-Hainich-Kreis. Der Kanton bestand aus 14 Orten, welche sich über Jahrhunderte im Einflussgebiet der ehemaligen Reichsstadt Mühlhausen befanden. Kantonmaire war Carl Christian von Knorr.
Zum Kanton gehörten die Ortschaften:
- Dachrieden
- Horsmar, Sollstedt, Eigenrode
- Kaisershagen, Windeberg, Saalfeld
- Reiser mit Schröterode (Gut)
- Ammern
- Groß- und Klein-Grabe, Görmar, Bollstedt